# Feniks (album)
Feniks – drugi album Kasi Cerekwickiej. Znajduje się na niej czternaście utworów, nagranych przy udziale Piotra Siejki, autora i producenta całej zawartej na płycie muzyki oraz teledysk do utworu „Na kolana” i trzy remiksy.
Nagrania dotarły do 7. miejsca listy OLiS. 11 października 2006 płyta uzyskała certyfikat złotej.
W 2006 roku wydawnictwo uzyskało nominację do nagrody polskiego przemysłu fonograficznego „Fryderyka” w kategorii: album roku pop.

## Lista utworów
1. Intro- c.e.r.e.k.w.i.c.k.a.
2. Na kolana
3. Ostatnia szansa
4. Cytryna
5. Śniadanie do łóżka
6. W twoich ramionach
7. Czekam na odpowiedź
8. Jeszcze będziemy razem
9. Miłość
10. Tyle miałeś czasu
11. Ktoś inny
12. Śpiesz się
13. Byłeś…
14. Feniks
15. Na kolana- GAR de ROBA mix good
16. Na kolana- GAR de ROBA mix bad
17. Ostatnia szansa- GAR de ROBA mix
18. + teledysk „Na kolana” reż. Mariusz Palej

### Feniks - (edycja specjalna)
1. Intro - C.e.r.e.k.w.i.c.k.a.
2. Na kolana
3. Ostatnia szansa
4. Cytryna
5. Śniadanie do łóżka
6. W twoich ramionach
7. Czekam na odpowiedź
8. Jeszcze będziemy razem
9. Miłość
10. Tyle miałeś czasu
11. Ktoś inny
12. Spiesz się
13. Byłeś?
14. Feniks
15. Na kolana [GAR de ROBA mix good]
16. Na kolana [GAR de ROBA mix bad]
17. Ostatnia szansa [GAR de ROBA mix]
18. Potrafię kochać
19. Teledyski:
20. -Na kolana
21. -Ostatnia szansa
22. -Potrafię kochać